# Ogonis
Els ogoni són un dels molts pobles indígenes de la regió del delta del Níger del sud-est de Nigèria. Són al voltant de dos milions de persones i viuen en un territori d'uns 1.050 km² conegut com a Ogoniland.

Bandera ogoni creada per Ken Saro-Wiwa

Els ogoni assoliren un cert ressò internacional arran de les massives campanyes de protesta contra la Shell Oil, liderades pel Moviment per la Supervivència del Poble Ogoni (MOSOP).

## Geografia
El territori es troba a l'Estat de Rius a la costa del golf de Guinea, a l'est de la ciutat de Port Harcourt. S'estén al voltant de les Local Government Areas (LGAs) Khana, Gokana, Tai, i Eleme. Tradicionalment, Ogoniland es divideix en els sis regnes de Babbe, Eleme, Gokana, Ken-Khana, Nyo-Khana, i Tai. A diferència d'altres minories nigerianes, els Ogoni no tenen mites sobre el seu origen comú i, per tant, no són usats com a causa d'unificació.
Els ogoni parlen llengües pròpies, però les parles khana, gokana, tai i Eleme no són intel·ligibles entre elles. El delta del Níger es caracteritza per ser una zona de gran diversitat ètnica i lingüística.

## Història
Com molts pobles de la costa de Guinea, els ogoni tenen una estructura política interna dirigida per cabdills. van sobreviure al període de la tracta d'esclaus en relatiu aïllament, i en perderen pocs membres en l'esclavatge. Després que Nigèria fos colonitzada pels britànics el 1885,els soldats britànics arribaren al seu territori el 1901. La resistència a la seva presència es va mantenir fins al 1914.
Els ogoni foren integrats en una successió de sistemes econòmics de manera molt ràpida i els crearen una forta commoció. A finals del segle xix, "el seu món no s'estenia més enllà de les tres o quatre viles més properes," però això aviat canvià. Ken Saro-Wiwa, el darrer cap del MOSOP, descrigué la transició d'aquesta manera: "si us imagineu que en el termini de setanta anys foren sacsejats per les forces combinades de la modernitat, el colonialisme, l'economia monetària, el colonialisme indígena i la Guerra civil nigeriana, així com l'ajustament d'aquestes forces sense l'adequada preparació o direcció, apreciareu l'angoixa dels ogoni i la confusió generada en la seva societat."

## La Unió Nacional d'Estudiants Ogoni ("NUOS International") EUA
La National Union of Ogoni Students (NUOS International) als EUA és una ONG que funcion com a secció estudiantil del Moviment per la Supervivència del Poble Ogoni (MOSOP). La NUOS pretén millorar i enriquir la qualitat de vida mitjançant propostes educatives, socio-culturals i mediambientals per a tots els estudiants indígenes. La NUOS promou la recerca, defensa legal i educació de la minoria indígena per tal de poder superar les barreres en aquests terrenys. NUOS EUA envià una petició al president dels Estats Units George Walker Bush el juliol de 2006 demanant la seva intervenció amb relació a les accions del govern nigerià i les activitats de la Shell a Nigèria. Part d'aquesta informació es troba a la pàgina de NUOS International (USA) website. Arxivat 2008-05-18 a Wayback Machine.

## Violacions de Drets Humans
Els ogoni han estat víctimes de violacions dels drets humans any rere any. Això es deu al fet que el seu territori és el més ric en petroli a Nigèria. La llista d'atrocitats als ogoni inclou:
1. El 1990 la Mobile Police Men (MPF) atacà manifestants contra la Shell a la vila d'Umuechem, matant 80 persones i destruint 495 llars.
2. El 1993, en les protestes a la regió Ogoni de Nigèria per exigir la fi de la construcció d'un nou oleoducte de la Shell, la MOF atacà l'àrea per a escombrar els manifestants. En el caos subsegüent, es creu que 27 viles foren arrasades, 80,000 ogoni foren desplaçats i 2000 assassinats.